# Essai Los Angeles

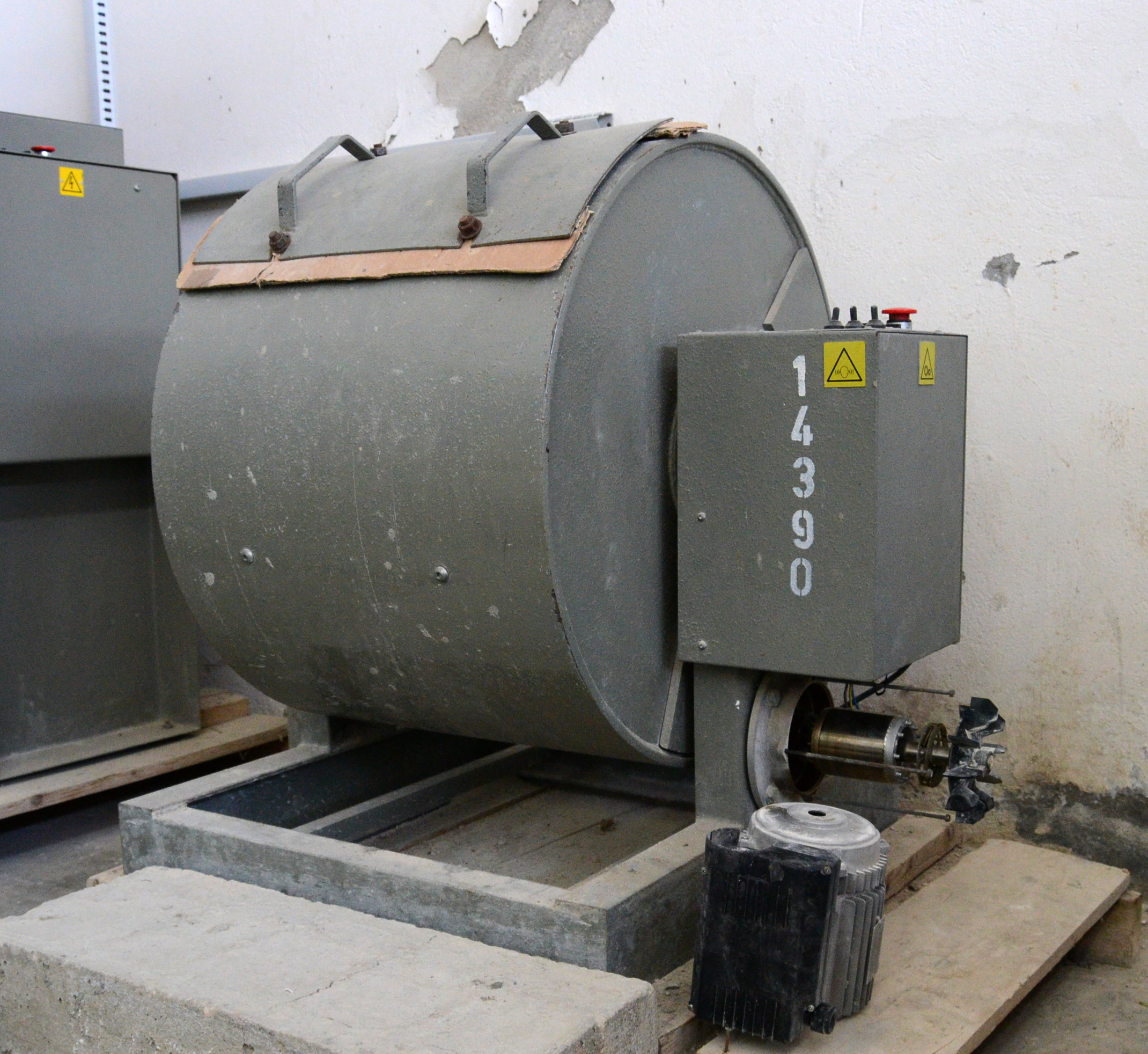
Cylindre pour l'essai de Los Angeles sur les graviers

 (mai 2013).
Si vous disposez d'ouvrages ou d'articles de référence ou si vous connaissez des sites web de qualité traitant du thème abordé ici, merci de compléter l'article en donnant les références utiles à sa vérifiabilité et en les liant à la section « Notes et références ».
L'essai Los Angeles permet de mesurer les résistances combinées aux chocs et à la détérioration progressive par frottement réciproques des éléments d'un granulat. Ce mode opératoire s'applique aux granulats utilisés pour la constitution des chaussées et bétons hydrauliques.
La norme européenne EN 1097-2 décrit l'essai Los Angeles.

## Description de la machine Los Angeles
La machine Los Angeles comporte :
- Un cylindre creux en acier de 12 mm d'épaisseur, fermé à ses deux extrémités ayant un diamètre intérieur de 711 mm et une longueur intérieure de 508 mm. Le cylindre est porté par deux axes horizontaux fixés à ses deux parois latérales, mais ils n'entrent pas à l'intérieur du cylindre. Sur toute la longueur du cylindre, on trouve une ouverture de 150 mm de largeur qui permet d'introduire l'échantillon. Au cours de l'essai, cette ouverture est bouchée hermétiquement aux poussières par un couvercle immobile tel que la surface intérieure reste cylindrique ;
- Une tablette en saillie placée à 40 cm du rebord du couvercle. Elle est démontable, en acier dur et de section rectangulaire. Elle repose suivant un plan diamétral, le long d'une génératrice et est fixée par des boulons sur les parois latérales ;
- Un moteur assurant au tambour de la machine une vitesse de rotation comprise entre 30 et 33 tours par minute ;
- Un bac destiné à ramasser les matériaux après l'essai ;
- Un compte-tours de type rotatif, arrêtant au nombre de tours voulu ;
- Une charge qui est constituée par des boulets sphériques de 47 mm de diamètre et pesant 420 et 445 g. Ces boulets ne doivent pas s'user de façon asymétrique.

## Principe de l'Essai
Il consiste à mesurer la quantité d'éléments inférieurs à 1,6 mm produite en soumettant le matériau aux chocs de boulets et aux frottements réciproques de la machine Los Angeles.pour cela il évolue pendant l'essai.
La granularité du matériau soumis à l'essai est choisie parmi six classes granulaires qui sont :
1. 4/6,3 mm
2. 6,3/10 mm
3. 10/14 mm
4. 10/25 mm
5. 16/31,5 mm
6. 25/50 mm

Selon le type de granularité, la masse de la charge de boulets varie si M est la masse du  matériau soumis à l'essai, M1 est la masse des éléments supérieurs à 1,6 mm produits au cours de l'essai qui est égouttée et séchée à l'étuve jusqu'à poids constant. On définit alors le coefficient Los Angeles LA qui est un pourcentage en masse du rapport des éléments passant aux tamis de 1,6 et la masse initiale sèche.
LA= 100 x (M-M1)/M 
LA : c'est la résistance à la fragmentation par chocs et par frottements réciproques des éléments du granulats.

## Mode opératoire
L'essai est mis en route en exécutant à la machine 500 rotations à une vitesse comprise entre 30 et 35 tr/min pour toutes les classes sauf la classe 25-50 mm où le nombre de rotation est de 1000.
Après l'essai on emporte les granulats et on les ramasse dans le bac placé sous l'appareil pour éviter les pertes des granulats, il faut apporter l'ouverture au-dessus de ce bac.
On blute le matériau contenu dans le bac sur le tamis de 1,6 mm puis on lave le refus à 1,6 mm dans un autre bac et on le verse dans le bac troué. Dès que le refus est séché à l'étuve alors on détermine les poids de la pesée M1,et on calcule alors le coefficient Los Angeles  :
LA= 100 x (M-M1)/M 